# Ратценбергер, Роланд
Ро́ланд Ратценбе́ргер (нем. Roland Ratzenberger; 4 июля 1960, Зальцбург — 30 апреля 1994, Имола) — австрийский автогонщик, участник чемпионата мира 1994 года по автогонкам в классе «Формула-1».

## Карьера
Роланд Ратценбергер родился в австрийском Зальцбурге. Карьеру автогонщика начал в 1983 году. В 1983—1986 годах выступал в Формуле-Ford-1600: победитель чемпионата Европы, чемпион Австрии и Германии 1985 года, победитель «Гонки Чемпионов» Формулы-Ford и Фестиваля Формулы-Ford в Брэндс-Хэтче 1986 года. В 1986 году стартовал в FIA WTC. В 1987 году начал участвовать в гонках Формулы-3: лучший результат — 5 место в Евросерии Формулы-3 (1 победа). В 1988—1989, 1992—1993 годах участвовал в британском и японском чемпионатах Формулы-3000: лучший результат — в японском чемпионате Формулы-3000 1992 года (1 победа). Параллельно в 1990—1994 годах стартовал в гонках спортпрототипов: 2 победы в гонках японского чемпионата, 5 место в 24 часах Ле-Мана 1993 года, 3 место в 24 часах Дейтоны 1992 года.
В Формуле-1 появился после того, как Ник Вирт неожиданно позвал его пилотировать машину своей новой команды Формулы-1 — Симтек, которая начала выступать в 1994 году. В стартовом Гран-при Бразилии он не смог квалифицироваться, и поэтому его первой гонкой в Формуле-1 стал Гран-при Тихого океана в Аиде, на которой он финишировал на 11-м месте, последним из всех классифицированных.

## Гибель
Ратценбергер погиб во время субботней квалификации на третьем этапе сезона 1994 года в Имоле. В конце длинной прямой оторвалось повреждённое на предыдущем круге переднее антикрыло, что в мгновение снизило прижимную силу у машины Роланда и лишило болид управления в вираже «Вильнёв», автомобиль на скорости 314,9 км/ч влетел в бетонную стену. Спустя несколько минут Ратценбергер не приходя в сознание скончался от полученных травм. Причиной смерти стал перелом основания черепа.
Эта смерть шокировала всех. Ратценбергер был первым погибшим в Гран-при Формулы-1 за 12 лет (после гибели Риккардо Палетти в 1982 году) и первым погибшим в машине Формулы-1 за 8 лет (после гибели Элио де Анджелиса в 1986 году на тестах).
Гран-при Сан-Марино 1994 года стал известен как «чёрный уик-энд»: в пятничной тренировке Рубенс Баррикелло получил перелом носа, на старте гонки в результате столкновения Педру Лами и Юрки Ярвилехто обломками было ранено трое зрителей и смертельно ранен полицейский, а на 7-м круге Айртон Сенна попал в аварию и скончался от полученных травм.
За несколько дней до смерти журналисты задали Ратценбергеру вопрос — не боится ли он погибнуть в Формуле-1. Роланд ответил, что гонки — это забава и в них нет ничего опасного: в двухстах километрах южнее[уточнить] идёт война, где погибают люди.

## Результаты гонок в Формуле-1
| Легенда к таблице |                                                                    |
| --- | ------------------------------------------------------------------ |
| В таблице перечислены результаты всех Гран-при Формулы-1, в которых принимал участие гонщик. Строками таблицы являются сезоны, столбцами — этапы чемпионата мира. В каждой клетке указаны сокращённое название этапа и результат, дополнительно обозначенный цветом. Расшифровка обозначений и цветов представлена в нижеследующей таблице. |                                                                    |
| \| Пример \| Описание \| \| ------------ \| ------------------------------------------------------------------ \| \| 1 \| Победитель \| \| 2 \| Второе место \| \| 3 \| Третье место \| \| 5 \| Финишировал, заработав очки \| \| Сход \| Не финишировал, но при этом заработал очки \| \| 12 \| Финишировал, не получив очков \| \| НКЛ \| Финишировал, но не попал в финальную классификацию \| \| 15 \| Участвовал вне зачёта, либо по отдельной классификации \| \| 18 \| Не финишировал, но попал в финальную классификацию \| \| Сход \| Не финишировал \| \| НКВ \| Не прошёл квалификацию \| \| НПКВ \| Не прошёл предквалификацию \| \| ДСК \| Дисквалифицирован \| \| ИСК \| Исключён из протокола соревнований \| \| ТТ \| Заявлен для участия только в тренировках \| \| НС \| Участвовал в квалификации, но не стартовал в гонке \| \| Т \| Травмирован или болен \| \| ОТК \| Отказ от участия \| \| НТР \| Прибыл на соревнования, но на трассу не выезжал \| \| НПР \| Был заявлен в числе участников, но не прибыл к началу соревнований \| \| О \| Соревнования отменены \| \| \| Не участвовал \| \| Поул-позиция \| \| \| Быстрый круг \| \| |                                                                    |
| Пример | Описание                                                           |
| 1 | Победитель                                                         |
| 2 | Второе место                                                       |
| 3 | Третье место                                                       |
| 5 | Финишировал, заработав очки                                        |
| Сход | Не финишировал, но при этом заработал очки                         |
| 12 | Финишировал, не получив очков                                      |
| НКЛ | Финишировал, но не попал в финальную классификацию                 |
| 15 | Участвовал вне зачёта, либо по отдельной классификации             |
| 18 | Не финишировал, но попал в финальную классификацию                 |
| Сход | Не финишировал                                                     |
| НКВ | Не прошёл квалификацию                                             |
| НПКВ | Не прошёл предквалификацию                                         |
| ДСК | Дисквалифицирован                                                  |
| ИСК | Исключён из протокола соревнований                                 |
| ТТ | Заявлен для участия только в тренировках                           |
| НС | Участвовал в квалификации, но не стартовал в гонке                 |
| Т | Травмирован или болен                                              |
| ОТК | Отказ от участия                                                   |
| НТР | Прибыл на соревнования, но на трассу не выезжал                    |
| НПР | Был заявлен в числе участников, но не прибыл к началу соревнований |
| О | Соревнования отменены                                              |
| | Не участвовал                                                      |
| Поул-позиция |                                                                    |
| Быстрый круг |                                                                    |

| Сезон | Команда         | Шасси       | Двигатель                | Ш | 1       | 2      | 3      | 4   | 5   | 6   | 7   | 8   | 9   | 10  | 11  | 12  | 13  | 14  | 15  | 16  | Место | Очки |
| ----- | --------------- | ----------- | ------------------------ | - | ------- | ------ | ------ | --- | --- | --- | --- | --- | --- | --- | --- | --- | --- | --- | --- | --- | ----- | ---- |
| 1994  | MTV Simtek Ford | Simtek S941 | Ford Cosworth HB6 3,5 V8 | G | БРА НКВ | ТИХ 11 | САН НС | МОН | ИСП | КАН | ФРА | ВЕЛ | ГЕР | ВЕН | БЕЛ | ИТА | ПОР | ЕВР | ЯПО | АВС | —     | 0    |